# Okręg Braszów
Braszów (rum. Brașov, węg. Brassó) – okręg w środkowej Rumunii (Siedmiogród / rum. Transilvania), ze stolicą w mieście Braszów. W 2011 roku liczył 549 217 mieszkańców. Okręg ma powierzchnię 5363 km², a w 2002 r. gęstość zaludnienia wyniosła 118 osób/km².

## Struktura narodowościowa
Według spisu ludności z roku 2011 okręg Braszów zamieszkiwały następujące narodowości:
- Rumuni - 82,5%
- Węgrzy - 7,22%
- Romowie - 3,37%
- Niemcy - 0,532%
- Włosi - 0,022%
- Rosjanie - 0,016%
- Turcy - 0,015%
- Grecy - 0,014%
- Żydzi - 0,014%
- Ukraińcy - 0,012%

## Miasta
- Braszów (Brașov, Brassó, Kronstadt)
- Codlea (Feketehalom)
- Fogarasz / Făgăraș (Fogaras)
- Ghimbav (Vídombák)
- Predeal (Predeál)
- Râșnov (Rozsnyó)
- Rupea (Kőhalom)
- Săcele (Hétfalu)
- Victoria (Győzelemváros)
- Zărnești (Zernyest)

## Gminy
- Apața
- Augustin
- Beclean
- Bod
- Bran
- Budila
- Bunești
- Cața
- Cincu
- Comăna
- Cristian
- Crizbav
- Drăguș
- Dumbrăvița
- Feldioara
- Fundata
- Hălchiu
- Hărman
- Hârseni
- Hoghiz
- Holbav
- Homorod
- Jibert
- Lisa
- Mândra
- Măieruș
- Moieciu
- Ormeniș
- Părău
- Poiana Mărului
- Prejmer
- Racoș
- Recea
- Sâmbăta de Sus
- Sânpetru
- Șercaia
- Șinca
- Șinca Nouă
- Șoarș
- Tărlungeni
- Teliu
- Ticușu
- Ucea
- Ungra
- Vama Buzăului
- Viștea
- Voila
- Vulcan